# Aarstidsbilleder
Aarstidsbilleder is een compositie van Niels Gade. Hij schreef muziek bij vier teksten van Carl Andersen. Gades Aarstidsbilleder passen in het “genre” Vier jaargetijden. Het werk is geschreven voor solisten, dameskoor en piano vierhandig. Een eigenaardigheid aan het werk is dat het voor wat betreft zangstemmen geschreven is voor sopraan, alt, tenor, dameskoor (2x sopraanstem, 2x altstem. De manlijke tenorstem valt hier uit de toon.
De vier liederen zijn:
- Som skygger I den deunkle nat (sommernat, zomer)
- Trækfuglen flyver dristigt op (løvfald, herfst)
- Det flagrer mod Bondens Rude (julevæld, winter/kerst)
- Hvad dæmrer I Øst bag den rosmende sky (løvspring, lente)

Later verschenen andere varianten van het werk voor bijvoorbeeld alleen dameskoor en piano.